# Історичний формуляр
Історичний формуляр — документ, що відображає найважливіші події життя і бойової діяльності військового формування.
Ведеться кожною військовою частиною (від окремого батальйону і вище), установою, яким належить мати бойовий прапор, в з'єднаннях і військово-навчальних закладах. Історичний формуляр ведеться в мирний час з моменту сформування частини за встановленою формою.
Історичний формуляр ведеться в мирний час. У воєнний час при вибутті військової частини на фронт історичний формуляр здається на тимчасове зберігання в штаб округу, окремої армії за місцем дислокації, а замість історичного формуляра ведеться журнал бойових дій, виписки з якого при переході на мирний час заносяться в історичний формуляр. Військові частини, які не входять до складу діючої армії, продовжують ведення історичного формуляра і у воєнний час.